# Барбер, Ида
Ида Барбер (урождённая фон Пуницер) (нем. Ida Barber ; 19 июля 1842, Берлин, Пруссия — 5 октября 1931, Пуркерсдорф близ Вены Австрия) — немецкая романистка, писавшая под псевдонимом «Ivan Baranow». Журналистка, редактор.

## Биография
В 1873 году вышла замуж и переехала в Лейпциг, где в 1877 году основала Лейпцигский женский клуб домохозяек. Осенью в клубе было более 1500 членов.
Осенью 1879 года переехала с семьёй в Вену, где продолжала свою журналистскую деятельность. С 1880 года сотрудничала в качестве модного журналиста с различными журналами, в том числе, Pester Lloyd, была корреспондентом издания Illustrierte Zeitung в Гамбурге и Австрии, несколько лет редактировала Wiener Bazar.
С 1880 она регулярно писала о модных предметах для «Die Presse», «Neue Freie Presse», а также в «Wiener Salonblatt» (1884—1889) и «Sport und Salon» (1900—1918). С 1881 вела колонку «Костюмы времени» в журнале «Vom Fels zum Meer». В 1910—1911 работала ответственным редактором ежемесячного приложения «Für unsere Frauen» («Для наших женщин») в Праге к еврейскому еженедельнику «Selbstwehr» («Самооборона»).
В 1885 году была соучредителем Венской ассоциации поддержки студенчества. С 1886 года — член Ассоциации венских писателей и художников.
С 1898 жила в Пуркерсдорфе близ Вены, где и умерла в 1931 году.

## Творчество
Её литературная деятельность началась в 1872 году в газетах «Die Gartenlaube» и «Vossischen Zeitung». В Лейпциге был напечатан первый роман И. Барбер «Разбитые сердца» (1878).
Стала использовать псевдоним «Ivan Baranow», с опубликованного в 1881 в Бреслау романа под названием «Русские тайны».
В 1882 году был опубликован сборник её коротких рассказов «Картинки жизни» («Три истории религиозных войн»), в 1900 — «Жанровые картины из жизни еврейской семьи».
С 1890 года в литературном творчестве И. Барбер отмечается обращение к вопросам иудаизма.
Среди прочего, написала ряд произведений о моде.

## Избранные произведения
- 1881: Lebensbilder
- 1884: Gerächt, doch nicht gerichtet
- 1885: Mann zweier Frauen
- 1885: Verkaufte Frauen
- 1885: Versöhnt
- 1887: Aus der russischen Gesellschaft
- 1887: Gebrochene Herzen
- 1891: Der neue Monechristo
- 1895: Genrebilder aus dem jüdischen Familienleben
- 1895: Wandlungen
- 1896: Ihr Schwiegersohn (роман)
- 1896: Arbeit adelt
- 1900: Glaubenskämpfe
- 1919: Die rechte Liebe war es nicht
- Der neue Montekristo.